# John G. Dixon
John Gretton Dixon (* 29. November 1910 in Bootle bei Liverpool; † 2000 in Canterbury) war ein britischer Offizier und Übersetzer.

## Leben
Dixon trat während des Zweiten Weltkriegs als Second Lieutenant des Royal Corps of Signals in die British Army ein.
Er war nach Ende des Zweiten Weltkriegs im Hauptquartier der britischen Militärverwaltung in Köln für den Bereich Sport zuständig. Er trug maßgeblich zum Aufbau der Deutschen Sporthochschule bei.
Zudem übersetzte er aus dem Niederländischen, Französischen, Deutschen, Italienischen, Russischen und Spanischen ins Englische (Kernphysik, Mathematik, Politik, Wirtschaft, Sport).

## Ehrungen
- 1. Oktober 1977: Ehrendoktor der Deutschen Sporthochschule Köln